# Медведевский сельский совет (Бучачский район)
Медведевский сельский совет (укр. Медведівська сільська рада) — входит в состав
Бучачского района
Тернопольской области
Украины.
Административный центр сельского совета находится в 
с. Медведевцы.

## История
- 1991 — дата образования.

## Населённые пункты совета
- с. Медведевцы